# Laguna Azul (Bolivia)
La laguna Azul es una laguna amazónica boliviana de agua dulce ubicada en el departamento del Beni. Se encuentra cerca de las lagunas Francia y Arroyo Limpio, tiene unas dimensiones de 4,4 kilómetros de largo por 1,9 kilómetros de ancho y una superficie de 6,1 kilómetros cuadrados.
La laguna Azul tiene un perímetro costero de 11 kilómetros.
- Datos: Q4833032